# Bonnencontre
Bonnencontre – miejscowość i gmina we Francji, w regionie Burgundia-Franche-Comté, w departamencie Côte-d’Or.
Według danych na rok 1990 gminę zamieszkiwało 276 osób, a gęstość zaludnienia wynosiła 25 osób/km² (wśród 2044 gmin Burgundii Bonnencontre plasuje się na 637. miejscu pod względem liczby ludności, natomiast pod względem powierzchni na miejscu 861.).